# Хопнів
Хо́пнів — село в Україні, у Луцькому районі Волинської області. Входить до складу Ківерцівської міської громади. Населення становить 370 осіб.

## Історія
У 1906 році село Тростянецької волості Луцького повіту Волинської губернії. Відстань від повітового міста 32 верст, від волості 3. Дворів 69, мешканців 401.
У 2018 —  2020 рр. у складі Тростянецької сільської громади (Волинська область).
9 липня 2020 року, в результаті адміністративно-територіальної реформи та ліквідації Ківерцівського району, село увійшло до складу Луцького району.

## Населення
Згідно з переписом УРСР 1989 року чисельність наявного населення села становила 423 особи, з яких 185 чоловіків та 238 жінок.
За переписом населення України 2001 року в селі мешкало 370 осіб.

### Мова
Розподіл населення за рідною мовою за даними перепису 2001 року:
| Мова       | Відсоток |
| ---------- | -------- |
| українська | 99,73 %  |
| російська  | 0,27 %   |

## Відомі люди
- Валеріан Тинчук — член НРУ, краєзнавець, просвітянин.
- Мороз Леонід Васильович — український фахівець у галузі автоматики й телемеханіки, доктор технічних наук.